# Pasiphaea chacei
Pasiphaea chacei är en kräftdjursart som beskrevs av Yaldwyn 1962. Pasiphaea chacei ingår i släktet Pasiphaea och familjen Pasiphaeidae. Inga underarter finns listade i Catalogue of Life.